# Stream of Passion
Gli Stream of Passion sono un gruppo musicale progressive metal olandese fondato dal compositore olandese Arjen Anthony Lucassen e dalla cantante e violinista messicana Marcela Bovio.

## Storia del gruppo

### Primi anni,Embrace the Storm(2004-2007)
Lucassen e Bovio collaborarono per la prima volta nel 2004 in occasione del sesto album in studio degli Ayreon, The Human Equation. In seguito, Lucassen decise di fondare insieme a Bovio un nuovo gruppo musicale al quale si unirono la chitarrista Lori Linstruth, il bassista Johan van Stratum, il tastierista Alejandro Millán e il batterista Davy Mickers. La prima pubblicazione del gruppo, intitolata Embrace the Storm, uscì nel 2005 ed è stata accompagnata l'anno seguente dall'album dal vivo Live in the Real World, contenente l'intero concerto svoltosi il 17 febbraio 2006 presso il Lucy&Co di Rijssen.
Nel 2007 Lucassen, Linstruth e Millán abbandonarono il gruppo e furono sostituiti dai chitarristi Eric Hazebroek e Stephan Schultz e dal tastierista Jeffrey Revet.

### The Flame WithineDarker Days(2008-2011)
Con la formazione rinnovata, nel 2008 gli Stream of Passion siglarono un contratto discografico con la Napalm Records al fine di distribuire il secondo album in studio a cui stavano lavorando. Intitolato The Flame Within, l'album venne pubblicato nel 2009, anno in cui anche Mickers abbandonò il gruppo, venendo sostituito da Martijn Peters.
Dopo due anni spesi a comporre nuovo materiale, nel 2011 uscì il terzo album in studio Darker Days, ultima pubblicazione sotto la Napalm Records per diventare un gruppo indipendente.

### A War of Our Owne lo scioglimento (2013-2016)
Nel 2013, attraverso Indiegogo, il gruppo ha lanciato una campagna per raccogliere fondi atti a finanziare la realizzazione e la pubblicazione del quarto album in studio, intitolato A War of Our Own e pubblicato l'anno successivo.
Il 6 aprile 2016 hanno annunciato il proprio scioglimento a causa del desiderio dei singoli componenti di voler cercare altre direzioni musicali. Nello stesso comunicato hanno inoltre rivelato gli ultimi concerti, tenuti tra agosto e ottobre 2016, e la pubblicazione di un album video incentrato sulle riprese del concerto del 2 settembre al P60 di Amsterdam. Il 2 novembre il gruppo ha annunciato l'album video Memento, uscito il 25 novembre dello stesso anno, per poi esibirsi un'ultima volta il 28 dicembre.

### Reunion (2022-presente)
Nell'autunno 2022 Bovio e van Stratum hanno annunciato il ritorno del gruppo con due concerti speciali al Dynamo di Eindhoven l'8 e il 9 settembre 2023, periodo in cui è stato pubblicato l'EP Beautiful Warrior.

## Formazione
Ultima
- Marcela Bovio – voce, violino (2005-2016, 2022-presente)
- Johan van Stratum – basso (2005-2016, 2022-presente)
- Stephan Schultz – chitarra ritmica e solista (2007-2016, 2022-presente)
- Eric Hazebroek – chitarra ritmica e solista (2007-2016, 2022-presente)
- Jeffrey Revet – tastiere, pianoforte (2007-2016, 2022-presente)
- Martijn Peters – batteria (2009-2016, 2022-presente)

Ex-componenti
- Arjen Anthony Lucassen – chitarra ritmica e solista, cori (2005-2007)
- Lori Linstruth – chitarra ritmica e solista (2005-2007)
- Alejandro Millán – tastiera, pianoforte, cori (2005-2007)
- Davy Mickers – batteria (2005-2009)

## Discografia

### Album in studio
- 2005 – Embrace the Storm
- 2009 – The Flame Within
- 2011 – Darker Days
- 2014 – A War of Our Own

### Album dal vivo
- 2006 – Live in the Real World

### EP
- 2023 – Beautiful Warrior

### Singoli
- 2006 – Out in the Real World
- 2006 – Passion
- 2009 – In the End
- 2010 – Spark
- 2011 – Darker Days
- 2011 – Collide
- 2012 – The Scarlet Mark
- 2014 – The Curse
- 2014 – A War of Our Own

## Videografia

### Album video
- 2016 – Memento